# Linnaka
Koordinaten: 58° 31′ N, 22° 44′ O
Linnaka ist ein Dorf auf der größten estnischen Insel Saaremaa. Es gehört zur Landgemeinde Saaremaa (bis 2017: Landgemeinde Leisi) im Kreis Saare.

## Einwohnerschaft und Geschichte
Das Dorf hat achtzehn Einwohner (Stand 31. Dezember 2011).
Das Gesinde Linnaka wurde erstmals 1645 urkundlich erwähnt. Später entstand daraus das heutige Dorf.

## Kirche von Karja
Auf dem Gebiet des Ortes liegen heute die gotische Katharinen-Kirche von Karja und der alte Friedhof der Kirchengemeinde.